# Regiunea Lezhë

Localizarea regiunii în Albania

Regiunea Lezhë (albaneză: Qarku i Lezhës) este una dintre cele 12 regiuni ale Albaniei. Conține districtele Kurbin, Lezhë și Mirditë, iar capitala sa este orașul Lezhë.